# Saitonia kawaguchikonis
Saitonia kawaguchikonis är en spindelart som beskrevs av Saito och Ono 200. Saitonia kawaguchikonis ingår i släktet Saitonia och familjen täckvävarspindlar. Inga underarter finns listade i Catalogue of Life.